# Supercoupe d'Algérie de football
 (janvier 2023).
Si vous disposez d'ouvrages ou d'articles de référence ou si vous connaissez des sites web de qualité traitant du thème abordé ici, merci de compléter l'article en donnant les références utiles à sa vérifiabilité et en les liant à la section « Notes et références ».
Pour les articles homonymes, voir Supercoupe d'Algérie.
La Supercoupe d'Algérie de football (arabe : كأس الجزائر الممتازة لكرة القدم), appelée Supercoupe d'Algérie Mobilis par contrat de naming avec Mobilis est une compétition organisée par la Fédération algérienne de football et la Ligue de football professionnel. Créée en 1981 et disputée sur un match qui oppose le champion d'Algérie au vainqueur de la coupe d'Algérie.
Le MC Alger est le club le plus titré dans l'histoire de la compétition avec quatre victoires.

## Histoire
En 1973, une semaine avant le début du championnat, une rencontre est organisée entre la JS Kabylie, vainqueur du championnat d'Algérie, et le MC Alger, vainqueur de la coupe d'Algérie, au Stade du 5-Juillet-1962. La JSK remporte ce match par 3 buts à 2,.
En 1981, s'alignant sur d'autres nations du football, la Fédération algérienne de football organisa une nouvelle compétition appelée "Super Coupe" au cours de laquelle le champion national et la vainqueur de la coupe d'Algérie de la même saison s'affrontèrent à Alger pour l'obtention de ce 1er trophée. Cette 1re édition fut marquée par la victoire du RC Kouba, 1er vainqueur de cette compétition sur le score de 3 buts à 1 face à l'USM Alger. Cette épreuve se joua activement jusqu'en 1995, date de sa dernière édition, avec un vainqueur différent chaque année. Toutefois la Supercoupe n'eut pas la ferveur populaire tant espérée, étant donné le contexte de crise sociale et politique que traversait le pays.
En 2006, un riche sponsor, l'entreprise "Ring", le représentant officiel de Nokia en Algérie, eut l'idée de remettre au goût du jour cette compétition. Compte tenu des accords de sponsoring entre les 2 partenaires, la FAF et Ring, pour promouvoir ce challenge sur une période contractuelle de 4 ans, la rencontre devait se dérouler chaque 1er novembre après la saison d'obtention des 2 titres. Cette année ne fut pas choisi au hasard, car les tenants des 2 titres que sont la Coupe d'Algérie et le Championnat d'Algérie étaient respectivement le MC Alger et la JS Kabylie, soit les 2 clubs les plus célèbres et les plus titrés du football algérien. Cependant, il avait été convenu que ce serait toujours la FAF qui organiserait la compétition et "Ring" son sponsor unique.
Finalement après l'année 2007, l'épreuve fut une nouvelle fois abandonnée pour des raisons diverses.
L'édition 2008 fut annulée pour diverses raisons aussi : calendrier chargé pour la JS Kabylie, engagée encore en Coupe d'Afrique et le report à une date ultérieure avait provoqué l'ire du président de la JSM Bejaïa qui menaça de ne pas la jouer si elle n'avait pas lieu le 1er novembre 2008 comme la tradition le veut. Elle fut annulée.
En 2009, l'ES Sétif, championne sortante, et le CR Belouizdad, vainqueur de la coupe, connurent le même sort en raison du calendrier surchargé de la FAF, dont la priorité était focalisée sur une éventuelle qualification de l'équipe nationale pour la Coupe du monde en Afrique du Sud.
Les éditions 2010, 2011 et 2012 sont annulées car les travaux de rénovation du Stade 5-juillet-1962 ne sont pas terminés à temps. Il faudra attendre l'année 2013 pour revoir la compétition de nouveau, mais cette fois-ci coorganisée par la fédération et la ligue de football professionnel, avec comme participants l'ES Sétif et l'USM Alger.

## Palmarès

### Palmarès par édition
| N°                              | Édition | Vainqueur         | Score              | Finaliste      | Stade                               |
| ------------------------------- | ------- | ----------------- | ------------------ | -------------- | ----------------------------------- |
| 1er                             | 1981    | RC Kouba          | 3 - 1              | USM Alger      | Stade du 20-Août-1955, Alger        |
| Non disputée entre 1982 et 1991 |         |                   |                    |                |                                     |
| 2e                              | 1992    | JS Kabylie        | 2 - 2ap (6 - 5)tab | MC Oran        | Stade du 5-Juillet-1962, Alger      |
| Non disputée en 1993            |         |                   |                    |                |                                     |
| 3e                              | 1994    | US Chaouia        | 1 - 0              | JS Kabylie     | Stade du 5-Juillet-1962, Alger      |
| 4e                              | 1995    | CR Belouizdad     | 1 - 0              | JS Kabylie     | Stade du 5-Juillet-1962, Alger      |
| Non disputée entre 1996 et 2005 |         |                   |                    |                |                                     |
| 5e                              | 2006    | MC Alger          | 2 - 1              | JS Kabylie     | Stade du 5-Juillet-1962, Alger      |
| 6e                              | 2007    | MC Alger (2)      | 4 - 0              | ES Sétif       | Stade du 5-Juillet-1962, Alger      |
| Non disputée entre 2008 et 2012 |         |                   |                    |                |                                     |
| 7e                              | 2013    | USM Alger         | 2 - 0              | ES Sétif       | Stade Mustapha-Tchaker, Blida       |
| 8e                              | 2014    | MC Alger (3)      | 1 - 0              | USM Alger      | Stade Mustapha-Tchaker, Blida       |
| 9e                              | 2015    | ES Sétif          | 1 - 0              | MO Béjaïa      | Stade Mohamed-Hamlaoui, Constantine |
| 10e                             | 2016    | USM Alger (2)     | 2 - 0              | MC Alger       | Stade Mustapha-Tchaker, Blida       |
| 11e                             | 2017    | ES Sétif (2)      | 0 - 0 (4 - 2)tab   | CR Belouizdad  | Stade Mohamed-Hamlaoui, Constantine |
| 12e                             | 2018    | USM Bel Abbès     | 1 - 0              | CS Constantine | Stade Mustapha-Tchaker, Blida       |
| 13e                             | 2019    | CR Belouizdad (2) | 2 - 1              | USM Alger      | Stade du 5-Juillet-1962, Alger      |
| Non disputée entre 2020 et 2023 |         |                   |                    |                |                                     |
| 14e                             | 2024    | MC Alger (4)      | 2 - 2 (4 - 3)tab   | CR Belouizdad  | Stade du 5-Juillet-1962, Alger      |

### Palmarès par club
| Rang | Clubs          | Titres (éditions)          | Finales perdues (éditions) | Finales disputées |
| ---- | -------------- | -------------------------- | -------------------------- | ----------------- |
| 1    | MC Alger       | 4 (2006, 2007, 2014, 2024) | 1 (2016)                   | 5                 |
| 2    | USM Alger      | 2 (2013, 2016)             | 3 (1981, 2014, 2019)       | 5                 |
| 3    | ES Sétif       | 2 (2015, 2017)             | 2 (2007, 2013)             | 4                 |
| 4    | CR Belouizdad  | 2 (1995, 2019)             | 2 (2017, 2024)             | 4                 |
| 5    | JS Kabylie     | 1 (1992)                   | 3 (1994, 1995, 2006)       | 4                 |
| 6    | RC Kouba       | 1 (1981)                   | 0                          | 1                 |
| 6    | US Chaouia     | 1 (1994)                   | 0                          | 1                 |
| 6    | USM Bel Abbès  | 1 (2018)                   | 0                          | 1                 |
| 7    | MC Oran        | 0                          | 1 (1992)                   | 1                 |
| 7    | MO Béjaïa      | 0                          | 1 (2015)                   | 1                 |
| 7    | CS Constantine | 0                          | 1 (2018)                   | 1                 |

## Statistiques
- Le club le plus titré : MC Alger (4 victoires).
- Le  club ayant atteint le plus de finales : MC Alger (5 fois).